# Seelachwiesen
Die Seelachwiesen sind ein vom Regierungspräsidium Karlsruhe am 27. April 1994 durch Verordnung ausgewiesenes Naturschutzgebiet auf dem Gebiet der Gemeinde Kürnbach im Landkreis Karlsruhe.

## Lage und Beschreibung
Das 22,1 Hektar große Naturschutzgebiet liegt am Schlangenbach zwischen Leonbronn und Kürnbach. Es gehört naturräumlich zum Strom- und Heuchelberg und ist in das Landschaftsschutzgebiet Ravensburg und Alter Berg eingebettet.
Das Gebiet zeichnet sich durch einen kleinräumigen Wechsel aus Wald und offenen Feuchtbiotopen in der Aue des Schlangenbachs aus. Neben dem Bach und dem gewässerbegleitenden Auwaldstreifen sind auch Feuchtwiesen, Seggenriede, Schilfröhrichte sowie ein 0,45 ha großer Teich mit dem Seespiegel auf 234,7 m ü. NHN vorhanden.

## Schutzzweck
Der wesentliche Schutzzweck ist laut Schutzgebietsverordnung „die Sicherung des Seelachtals mit seinen im Wald liegenden Quellbereichen und angrenzenden, von Feuchtigkeit geprägten Waldflächen sowie des schmalen, feuchten Wiesentals als Lebensraum von an Feuchtigkeit gebundenen und zum Teil seltenen und gefährdeten Tier- und Pflanzenarten, insbesondere Amphibien, Vögeln, Libellen und Schmetterlinge.“